# LOOP-Programm
LOOP-Programme sind Programme in der Programmiersprache LOOP, einer stark eingeschränkten, modellhaften Sprache, die nur die Formulierung von Additionen, Wertzuweisungen und endlich oft durchlaufende Schleifen erlaubt. LOOP-Programme spielen in der Theoretischen Informatik eine Rolle, insbesondere im Zusammenhang mit Berechenbarkeit. Eine Funktion heißt LOOP-berechenbar, wenn sie sich als LOOP-Programm formulieren lässt. Die Menge aller LOOP-Programme wird mit {\displaystyle {\mathit {LOOP}}} bezeichnet.

## Eigenschaften
Aufgrund ihrer Definition terminieren LOOP-Programme für alle Eingaben und definieren daher totale Funktionen.  Damit stehen sie im Kontrast zu GOTO-Programmen und WHILE-Programmen, bei denen eine Terminierung des Programms nicht garantiert ist.
Die Menge der durch LOOP-Programme berechenbaren Funktionen ist eine echte Untermenge der berechenbaren totalen Funktionen (und damit auch eine Untermenge der durch WHILE- bzw. GOTO-Programme berechenbaren Funktionen). Ein Beispiel für eine berechenbare, aber nicht LOOP-berechenbare totale Funktion ist die Ackermann-Funktion.
Die Menge der LOOP-berechenbaren Funktionen entspricht der Menge der primitiv-rekursiven Funktionen.

## Formale Definition

### Syntax
LOOP-Programme bestehen aus den Symbolen LOOP, DO, END, :=, +, - und ; sowie einer beliebigen Anzahl von Variablen und Konstanten. LOOP-Programme haben folgende Syntax in modifizierter Backus-Naur-Form:
{\displaystyle {\begin{array}{lrl}P&:=&x_{i}:=x_{j}+c\\&|&x_{i}:=x_{j}-c\\&|&P;P\\&|&\mathrm {LOOP} \,x_{i}\,\mathrm {DO} \,P\,\mathrm {END} \end{array}}}
Hierbei sind {\displaystyle {\mathit {Var}}:=\{x_{0},x_{1},...\}} Variablennamen und {\displaystyle c\in \mathbb {N} } Konstanten.

### Semantik
Ein Ausdruck der Form
```
x
0
 := x
1
 + c
```

bedeutet die Zuweisung des um {\displaystyle c} erhöhten Wertes der Variablen {\displaystyle x_{1}} an die Variable {\displaystyle x_{0}}. Dabei ist für {\displaystyle c} der Wert Null zulässig, so dass sich auch die direkte Zuweisung des Wertes einer Variablen an eine andere Variable mit diesem syntaktischen Konstrukt formulieren lässt:
```
x
0
 := x
1
 + 0
```

Ein Ausdruck der Form
```
x
0
 := x
1
 - c
```

bedeutet die Zuweisung des um {\displaystyle c} verminderten Wertes der Variablen {\displaystyle x_{1}} an die Variable {\displaystyle x_{0}}. Bei der Ausführung von Zuweisungen werden negative Werte implizit durch Nullen ersetzt.
Variablen dürfen in Zuweisungsausdrücken gleichzeitig auf der linken und auf der rechten Seite des Symbols := erscheinen. Ein Ausdruck der Form
```
x := x + c
```

erhöht beispielsweise den Wert der Variablen {\displaystyle x} um {\displaystyle c}.
Die in einem LOOP-Programm verwendeten Variablen werden vor Beginn des Programmablaufs mit vorgegebenen Initialwerten vorbelegt.
Ein Ausdruck der Form
```
P
1
; 
P
2
```

bedeutet die Hintereinanderausführung der Teilprogramme {\displaystyle P_{1}} und {\displaystyle P_{2}} in dieser Reihenfolge. Ein Ausdruck der Form
```
LOOP x DO 
P
 END
```

bedeutet die {\displaystyle x}-fache Ausführung des Teilprogramms {\displaystyle P}, wobei {\displaystyle x} den Wert am Beginn der Abarbeitung darstellt. (Auch wenn {\displaystyle x} durch die Ausführung von {\displaystyle P} verändert wird, wird {\displaystyle P} nur so oft ausgeführt, wie {\displaystyle x} am Anfang war.) Hat {\displaystyle x} dabei den Wert Null, so wird das Teilprogramm {\displaystyle P} innerhalb des LOOP-Ausdrucks überhaupt nicht ausgeführt. Dieser Umstand erlaubt die Formulierung von Verzweigungen in LOOP-Programmen durch die bedingte Ausführung von Teilprogrammen in Abhängigkeit vom Wert einer Variablen.

## Beispielprogramme

### Addition
Das folgende LOOP-Programm weist der Variablen {\displaystyle x_{0}} die Summe der Werte der Variablen {\displaystyle x_{1}} und {\displaystyle x_{2}} zu.
```
x
0
 := x
1
 + 0;
LOOP x
2
 DO
   x
0
 := x
0
 + 1
END
```

Dabei bekommt zunächst {\displaystyle x_{0}} den aktuellen Wert von {\displaystyle x_{1}} zugewiesen und wird dann um den Wert von {\displaystyle x_{2}} inkrementiert.
Dieses Programm lässt sich wie ein Unterprogramm in anderen LOOP-Programmen verwenden. Solche Verwendungen werden durch eine einfache Erweiterung der ursprünglichen LOOP-Syntax in der Form
```
x
0
 := x
1
 + x
2
```

beschrieben.
Dabei gilt zu beachten, dass LOOP-Programme keine Unterprogramme aufrufen können, sondern diese Unterprogramme inlined und somit ein Teil des Hauptprogramms werden. Andernfalls bestände die Möglichkeit einer zirkulären Abhängigkeit und damit einhergehend der Verlust der endlichen Laufzeit von LOOP-Programmen.

### Multiplikation
Das folgende LOOP-Programm erhöht den Wert der Variablen {\displaystyle x_{0}} um den Wert des Produktes der Werte der Variablen {\displaystyle x_{1}} und {\displaystyle x_{2}}.
```
LOOP x
1
 DO
  x
0
 := x
0
 + x
2

END
```

Das Programm benutzt dabei das im ersten Beispiel definierte Unterprogramm der Addition. Die ausgeführte Multiplikation wird dabei durch das {\displaystyle x_{1}}-fache Addieren des Wertes von {\displaystyle x_{2}} zum Wert von {\displaystyle x_{0}} realisiert.
Durch Einsetzen des LOOP-Programms für die Addition erhält man das äquivalente Programm in der ursprünglichen LOOP-Syntax.
```
LOOP x
1
 DO
  x
0
 := x
0
 + 0;
  LOOP x
2
 DO
    x
0
 := x
0
 + 1
  END
END
```

### IF THEN ELSE
Das folgende LOOP-Programm simuliert eine if x1 > c then P1 else P2 Anweisung, wobei x1 eine Variable, c eine Konstante und P1, P2 beliebige LOOP-Programme sind. In dem Programm werden drei neue Variablen xn1, xn2, xn3 verwendet.
```
x
n1
:=x
1
-c; x
n2
:=0; x
n3
:=1;
LOOP x
n1
 DO
  x
n2
 := 1
  x
n3
 := 0
END;
LOOP x
n2
 DO
  P1
END;
LOOP x
n3
 DO
  P2
END;
```

Das folgende LOOP-Programm simuliert eine if x1 = c then P1 else P2 Anweisung, wobei x1 eine Variable, c eine Konstante und P1, P2 beliebige LOOP-Programme sind. In dem Programm werden vier neue Variablen xn1, xn2, xn3, xn4 verwendet.
```
x
n1
:=x
1
-(c-1); x
n2
:=x
1
-c; x
n3
:=1; x
n4
:=1;
LOOP x
n1
 DO
  LOOP x
n2
 DO
     x
n3
:=0;
  END;
  LOOP x
n3
 DO
     P1;
     x
n4
:=0;
  END
END;
LOOP x
n4
 DO
  P2
END
```

## Simulation von LOOP-Programmen durch WHILE-Programm
Ein jedes LOOP-Programm
```
LOOP x DO 
P
 END
```

kann durch das folgende WHILE-Programm simuliert werden
```
y := x
WHILE y != 0 DO y := y-1; 
P
 END
```